# Municipio de Center (condado de Henry)
El municipio de Center (en inglés: Center Township) es un municipio ubicado en el condado de Henry en el estado estadounidense de Iowa. En el año 2010 tenía una población de 1100 habitantes y una densidad poblacional de 15,16 personas por km².

## Geografía
El municipio de Center se encuentra ubicado en las coordenadas 40°56′2″N 91°32′45″O / 40.93389, -91.54583. Según la Oficina del Censo de los Estados Unidos, el municipio tiene una superficie total de 72.54 km², de la cual 72,15 km² corresponden a tierra firme y (0,54 %) 0,39 km² es agua.

## Demografía
Según el censo de 2010, había 1100 personas residiendo en el municipio de Center. La densidad de población era de 15,16 hab./km². De los 1100 habitantes, el municipio de Center estaba compuesto por el 93,27 % blancos, el 0,45 % eran afroamericanos, el 0,09 % eran amerindios, el 2,45 % eran asiáticos, el 1,36 % eran de otras razas y el 2,36 % eran de una mezcla de razas. Del total de la población el 3,73 % eran hispanos o latinos de cualquier raza.